# Auguste de Prusse
Pour les articles homonymes, voir Auguste-Guillaume de Prusse.
Frédéric Guillaume Henri Auguste de Prusse, né le 19 septembre 1779 à Berlin (quartier de Friedrichsfelde) (marche de Brandebourg) et mort le 19 juillet 1843 à Bromberg (province de Posnanie), est un général prussien, dernier fils d'Auguste-Ferdinand de Prusse et de Anne-Élisabeth-Louise de Brandebourg-Schwedt. Il est aussi le neveu de Frédéric II de Prusse.

## Une carrière militaire marquée par le traumatisme de la défaite de 1806

### Prisonnier de guerre à l’issue de la campagne de Saxe
Ce prince, issu d’une branche cadette de la maison de Hohenzollern, suit naturellement une carrière militaire. Il entre dans un régiment d'infanterie de l'armée prussienne dès l'âge de dix-huit ans. À ce titre, il participe en octobre 1806, à la campagne de Saxe que le roi Frédéric-Guillaume III de Prusse engage contre la France.  Il est alors un jeune officier de 27 ans qui a comme aide de camp un jeune et brillant capitaine, Carl von Clausewitz, recommandé par  le colonel von Scharnhorst. 
Blessé le 14 octobre lors de la bataille d'Auerstaedt, le Prince Auguste commande néanmoins l’arrière-garde de la colonne commandée par le prince de Hohenlohe pendant son repli, mais, séparé de son corps d’armée par l’attaque de Murat à Prenzlow, le 28 octobre , il est finalement pris et conduit à Berlin auprès de Napoléon lui-même. Lors de cette campagne de Saxe de 1806, le Prince Auguste perd son frère aîné, le prince Louis Ferdinand mort au combat le 10 octobre à la Bataille de Saalfeld, sort qu’il considère comme plus enviable que celui de prisonnier. Lui, comme Clausewitz, resteront profondément marqués par la honte et le traumatisme de la capitulation de Prenzlow et par les défaites de leur armée.
Le Prince Auguste lui-même dans une lettre adressée à Madame Récamier raconte sa capture, déplore la « lâcheté » de Hohenlohe qui s’était rendu et fait le récit de son entrevue avec Napoléon. Un témoin français rapporte également cette entrevue et en donne sa version : Plus tard, il est vrai, quelques propos indiscrets de ce jeune prince sur les événements de la campagne mécontentèrent vivement Napoléon. Il trouvait que le prince Auguste n'avait pas des antécédents militaires assez caractérisés pour se permettre des critiques acerbes contre ses supérieurs comme s'il eut été sûr de mieux faire à leur place. « Tout ce qu'on sait de lui, écrivait Napoléon, c'est qu'il a été trouvé dans un marais (à Prenzlau).».
Envoyé en France comme prisonnier d’État et interné à Soissons, il jouit cependant d’une certaine liberté et il a l’autorisation de venir en séjours passagers à Paris où il fréquente les salons des personnalités de l'opposition à Napoléon.

### Au service de l’armée prussienne
Après la défaite de son pays et la signature du traité de Tilsitt, il est autorisé à rentrer à Berlin à l’automne 1807 ainsi que Clauzewitz, son  compagnon de captivité et aide de camp  lui aussi capturé à Auerstardt. 
En mars 1808, il est promu général de brigade par le roi Frédéric-Guillaume III et en collaboration avec le général von Scharnhorst, il s’attache  à perfectionner l’artillerie et le génie dans l’armée prussienne.
Quand la Prusse se retourne à nouveau contre la France en 1813, le Prince Auguste, est présent sur les principaux champs de bataille:  à Dresde (26 et 27 août) lors de la défaite contre l'armée de Napoléon, à Kulm (30 août) où il contribue à la victoire contre le général  Vandamme et lors de la "grande bataille des nations" à Leipzig (16 et 19 octobre) où les alliés infligent à Napoléon sa première grande défaite. 
Au moment de l'invasion du Nord de la France au début de l'année 1814, il est avec les troupes prussiennes et alliées quand elles franchissent le Rhin et il affronte les troupes françaises en février 1814 à Champaubert et Vauchamps où Napoléon refoule ses attaquants mais ne peut éviter leur victoire finale. 
Le Prince Auguste fait partie de la délégation prussienne au Congrès de Vienne durant l'hiver 1814-1815 mais le retour de l'Ile d'Elbe de Napoléon lui fait rejoindre l'armée prussienne commandée par Blucher près de Namur. Au lendemain de la bataille de Waterloo (18 juin 1815), à la tête du 2d corps d'armée de Blucher, il est chargé d'assiéger les forteresses françaises d'abord de la Sambre (Maubeuge et Landrecies qui tombent les 12 et le 21 juillet) puis de celles situées entre Sambre et Meuse ( Marienbourg se rend le 28 juillet et Philippeville le 10 août aux  mêmes conditions que le Prince Auguste avait imposées à Landrecies, c'est-à-dire renvoi des gardes nationaux dans leurs foyers, passage libre d'une partie de la troupe avec deux canons pour se rendre du côté de la Loire, les officiers gardant leur épée, les sous-officiers leur sabre.
Rentré à Berlin une fois la paix revenue, il est nommé général en chef de l’artillerie par le roi Frédéric-Guillaume III, il  exerce cette fonction  avec une ponctualité minutieuse. Au retour d’une inspection  de la construction d’une forteresse à Könisgberg, alors qu’il travaille avec ses aides de camp et leur dicte des lettres, il meurt le 19 juillet 1843 d’une crise d’apoplexie. 

## Les moments les plus heureux et les plus malheureux de ma vie, une passion pour JulietteRécamier

### La rencontre et l’idylle duchâteau de Coppet
La notoriété du Prince Auguste de Prusse lui est cependant acquise par un fait de vie privée. Pendant sa captivité en France et lors des séjours qui lui sont autorisés à Paris, il est présenté à Mme de Staël qui l’invite avec Clausewitz au château de Coppet au cours de l’été 1807. C’est là qu’il rencontre Juliette Récamier, venue se reposer auprès de son amie pour un séjour de cinq mois. Une série d’événements malheureux (procès du Général Moreau, faillite de son mari, décès de sa mère) viennent d’ébranler la santé de la célèbre Juliette Récamier et les médecins lui ont suggéré un changement d’air.
Le Prince Auguste est  alors âgé de 28 ans et un sentiment très vif nait entre eux deux au point qu’ils échangent une promesse écrite de mariage et que Juliette rédige une lettre à son mari, lui demandant de consentir à leur divorce et à la rupture de liens « que la religion catholique elle-même proclame nuls ». La réponse de Jacques Récamier est un refus exprimé sur un ton très paternel. En proie à une grande confusion de sentiments, Juliette Récamier rentre à Paris, tente de se suicider puis rompt définitivement en 1808 ses éphémères « fiançailles » avec le prince, déclarant ne pas vouloir abandonner son mari qui venait de faire faillite mais lui avait donné une situation brillante et fortunée.

### Une amitié durable et un mécénat commun
La rupture avec Juliette Récamier ne met pas fin à leur relation poursuivie par échanges épistolaires jusqu'à la mort du prince Auguste et ponctuée de quelques rencontres. Malgré une vie sentimentale agitée, le prince Auguste garde jusqu’à la fin de sa vie un sentiment vif pour sa belle amie. Dans une lettre du 3 novembre 1811, il avoue : « Il ne me sera pas si facile qu’à vous de changer en une relation d’amitié celle qui était entre nous, et je doute même que le temps puisse le faire. » De son côté, Juliette Récamier conserve comme toujours une attitude ambigüe, le laissant espérer  « une issue heureuse qui ne viendra jamais ».
Mais le prince Auguste et Juliette n’échangent pas que des lettres : selon une coutume répandue, ils s’offrent et s’envoient leurs portraits. C’est l’occasion de commandes aux  artistes en vogue qu’ils fréquentent et veulent protéger. Fruit de leur mécénat commun, Corinne au cap Misène, est demandé en 1818 à François Gérard pour rendre hommage et célébrer leur amitié à Mme de Staël au lendemain de son décès. Le tableau est finalement offert par Auguste de Prusse à Juliette et il est la toile de fond de son appartement de l’Abbaye-aux-Bois. Aux demandes répétées du prince d’avoir un portrait d’elle, Juliette Récamier lui fait expédier, au lendemain de leur rupture une miniature peinte par Isabey d’après le  grand portrait fait par Gérard ; quand elle reçoit Corinne au cap Misène, elle se décide  même à lui donner le grand portrait de Gérard après en avoir fait faire une copie réduite par Minardi. Il est expédié à Berlin et le prince en accuse réception le 19 octobre 1822 et le place dans son cabinet comme en témoigne  la toile de Franz Krüger le représentant en  uniforme de général dans le cabinet de ses appartements privés.  Une disposition testamentaire du prince lègue entre autres choses ce portrait à Juliette selon sa promesse de le lui rendre.
Les dernières lettres du prince à Juliette Récamier datées du 23 février et du 21 avril 1843   lui redisent « sa tendre amitié », lui recommandent le sculpteur Wichmann et la préviennent : « Si je venais à mourir, vos portraits vous seront remis avec un souvenir de ma part, toutes vos lettres seront brûlées sans être lues par personne, et l’anneau que vous m’avez donné me suivra dans ma tombe. J’ose vous prier de prendre des arrangements pour que les lettres confidentielles que je vous ai écrites ne tombent pas entre les mains de personnes qui me sont étrangères. » 

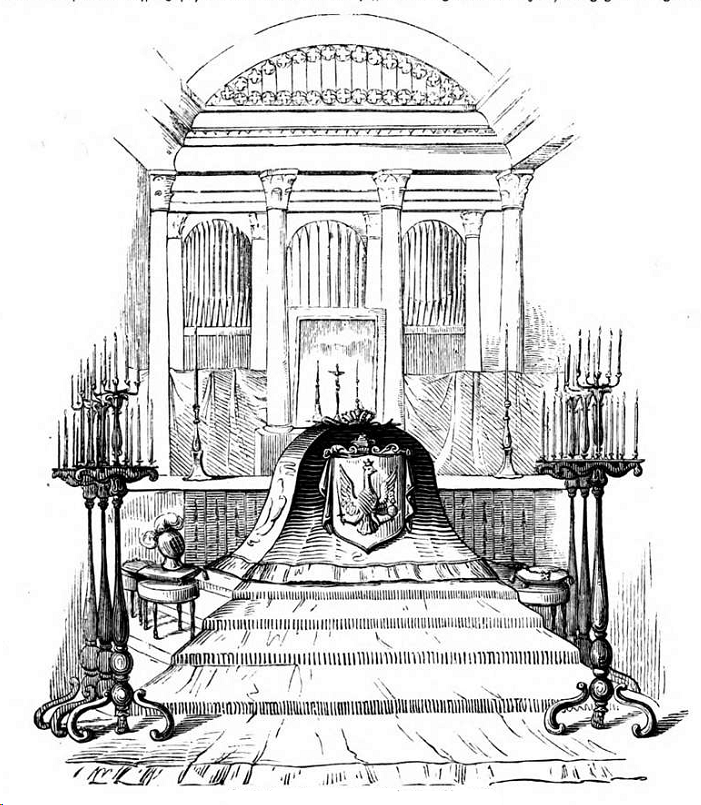
Catafalque du prince Auguste dans le Berliner Dom

Le 21 juillet 1843, le décès du prince Auguste de Prusse est annoncé à Juliette Récamier par Alexandre de Humboldt, le grand explorateur et géographe, ami personnel du prince. Dans son évocation du disparu, il trace ce portrait : « il accueillait dans sa maison toutes les classes de la société, surtout les artistes et les hommes de lettres. Possédant une grande fortune, […], il a été noble et généreux dans les grandes occasions…. »

## Famille
De sa première union non matrimoniale avec Karoline Friederike Wichmann (de), entre 1805 et 1817 environ, le prince August a quatre enfants illégitimes ; la mère et les enfants reçoivent la noblesse prussienne avec le nom de "von Waldenburg".
- Eduard (né le 24 mai 1807 et mort le 17 février 1882)[11] marié en 1834 avec Orlinda von Klitzing (née le 1er mai 1817 et morte le 2 août 1902)
- Frederike Auguste Eveline (née le 19 novembre 1803 et morte le 17 septembre 1848)[12]
- Friederike Auguste Emilie (née le 10 juin 1815  et morte le 2 décembre 1893)
- Auguste Friederike Mathilde (née le 7 novembre 1817 et morte le 25 décembre 1884)

De sa deuxième union avec Auguste Arend (de), d'environ 1818 jusqu'à sa mort en 1834, il a sept enfants ; ils sont également anoblis sous le nom de "von Prillwitz".
- August Ludwig Ferdinand (né le 10 janvier 1825 et mort le 25 février 1849)
- Ferdinand Ludwig August (né le 13 juillet 1828 et mort le 27 mai 1835)
- Friedrich Wilhelm August Ludwig (né le 23 juillet 1829 et mort le 31 mai 1894) marié en 1857 avec la comtesse Georgine Marie Elisabeth Eugenie von Moltke (née le 23 décembre 1835 et morte le 7 janvier 1899)
- Luise Auguste Malwine (née le 10 juin 1819 et morte le 3 novembre 1888), mariée avec :
  - César von Dachröden (1808-1882), chambellan et maréchal de cour du Mecklembourg-Strelitz
  - N.N. von la Ville
- Luise Auguste Elisabeth (née le 23 juin 1827 et morte le 22 décembre 1854) mariée avec le comte Harry von Arnim (né le 3 octobre 1824 et mort le 19 mai 1881)
- Marie Auguste Luise (née le 3 septembre 1830 et morte le 1er mai 1831)
- Klara Auguste Luise (née le 21 octobre 1831 et morte le 24 juillet 1883) mariée avec Gustav von Arnim (de) (né le 29 mai 1820 et mort le 2 août 1904)